# Strandpromenaden, Umeå

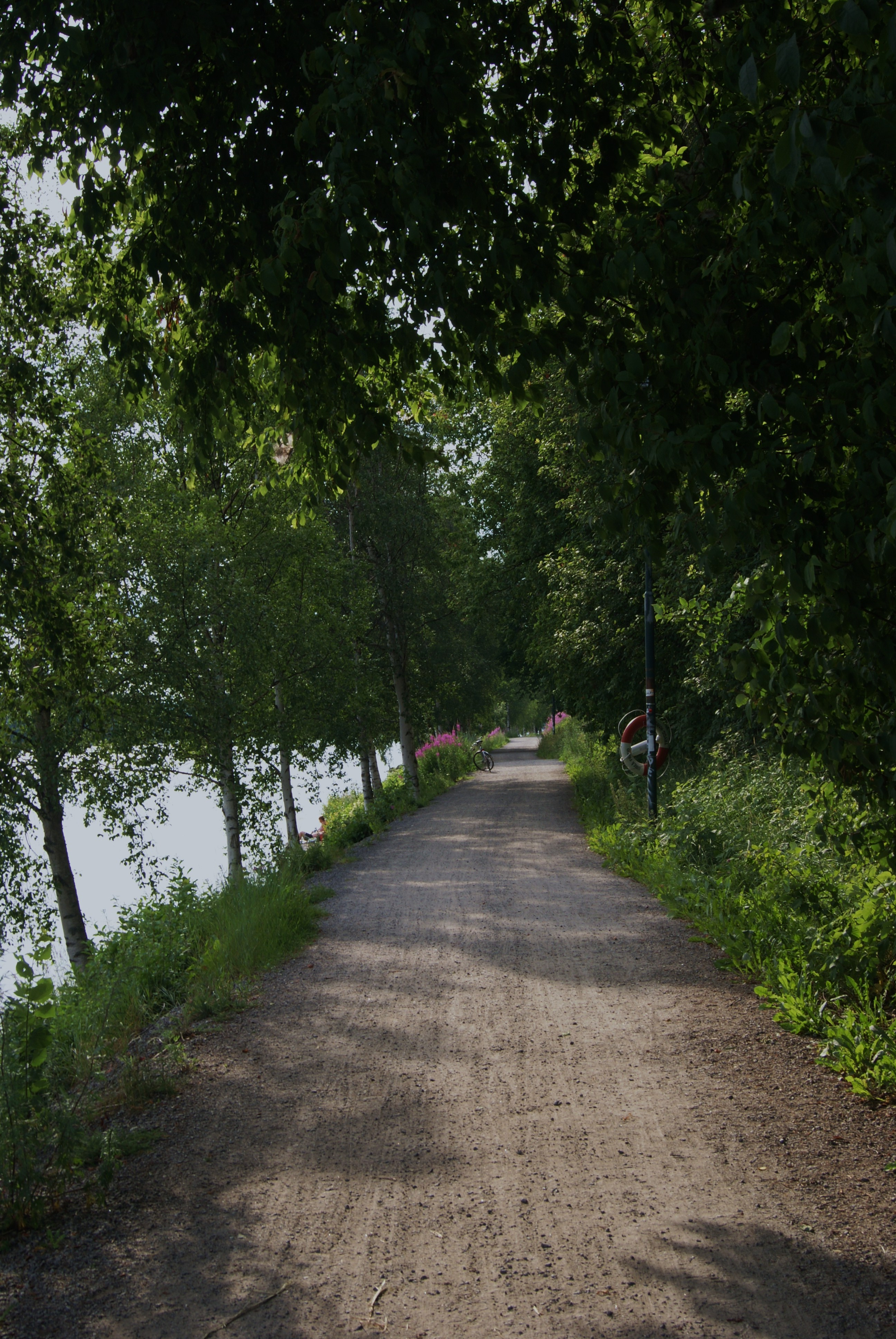
Strandpromenaden i västlig riktning från centrala Umeå, sommaren 2011.

Strandpromenaden är ett långsmalt grönområde i Umeå, längs Umeälvens norra strand. Området invigdes 1958 och är delvis uppbyggt av schaktmassor från bygget av Stornorrfors kraftverk en dryg mil uppströms älven.   
Vid några tillfällen har delar av promenaden översvämmats eller skadats på grund av höga flöden från kraftverksmagasinen, senast 1993 då kajen i centrala Umeå och sträckan västerut från centrum stängdes av under två år för förstärkningsarbeten och förbättrat erosionsskydd.
Den drygt 5 km långa promenaden delas i två delar (Västra och Östra Strandpromenaden) av kajområdet – Skeppsbron – i Umeå centrum. 
Den ursprungliga Strandpromenaden börjar i väster vid Lundåkerns småbåtshamn och fortsätter längs den branta älvkanten med tät vegetation in till centrum, där den passerar Broparken och Rådhusparken. Under 1970−1990-talen har dock promenaden/cykelstråket utvidgats cirka 10 km västerut över Tvårån via Backens kyrka ända fram till Baggböle. Därifrån kan man ta sig över Notvarpsbron till Umeå Energicentrum i Klabböle, besöka Arboretum Norr eller fortsätta till Brännland. 
Österut går promenaden via Öbackaparken bort till Sofiehem och Gimonäs. Denna delsträcka har glesare vegetation med inslag av bland annat asp, blågran, gråal, hägg, lind, lönn, rönn och silverpil. 
Vid Konstnärligt campus/Öbackaparken finns flera offentliga konstverk, bland annat 2 x 3² Cube av Cristos Gianakos, Odelman av Bård Breivik och Skin 4 av Mehmet Ali Uysal. I parken finns även bänken Monk, formgiven av Johan Celsing.
Längs nedre, västra delen av Strandpromenaden upplåter Umeå kommun avgiftsfritt fiske.

## Bilder

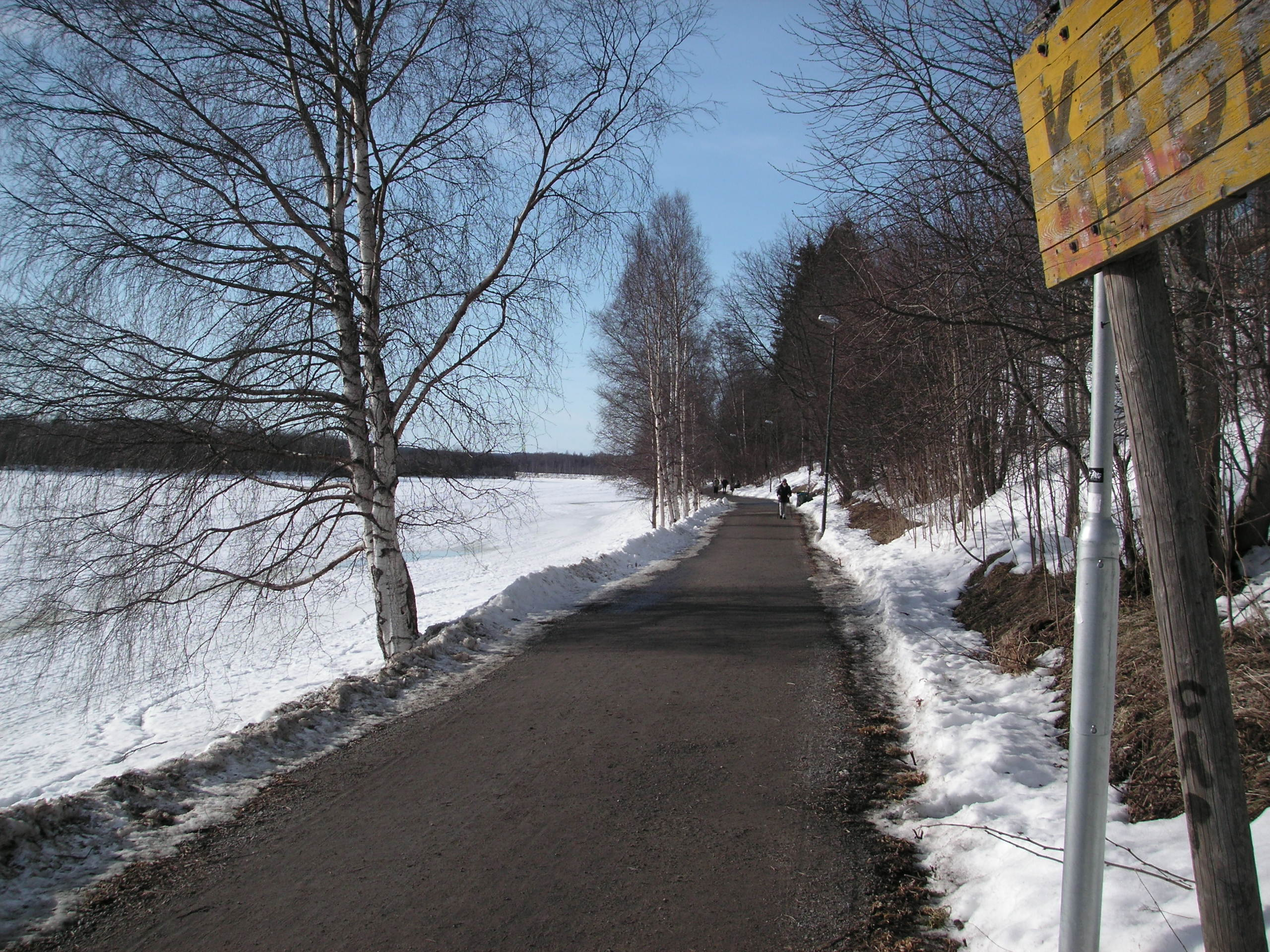
Strandpromenaden i västlig riktning från stan (vintern 2011).
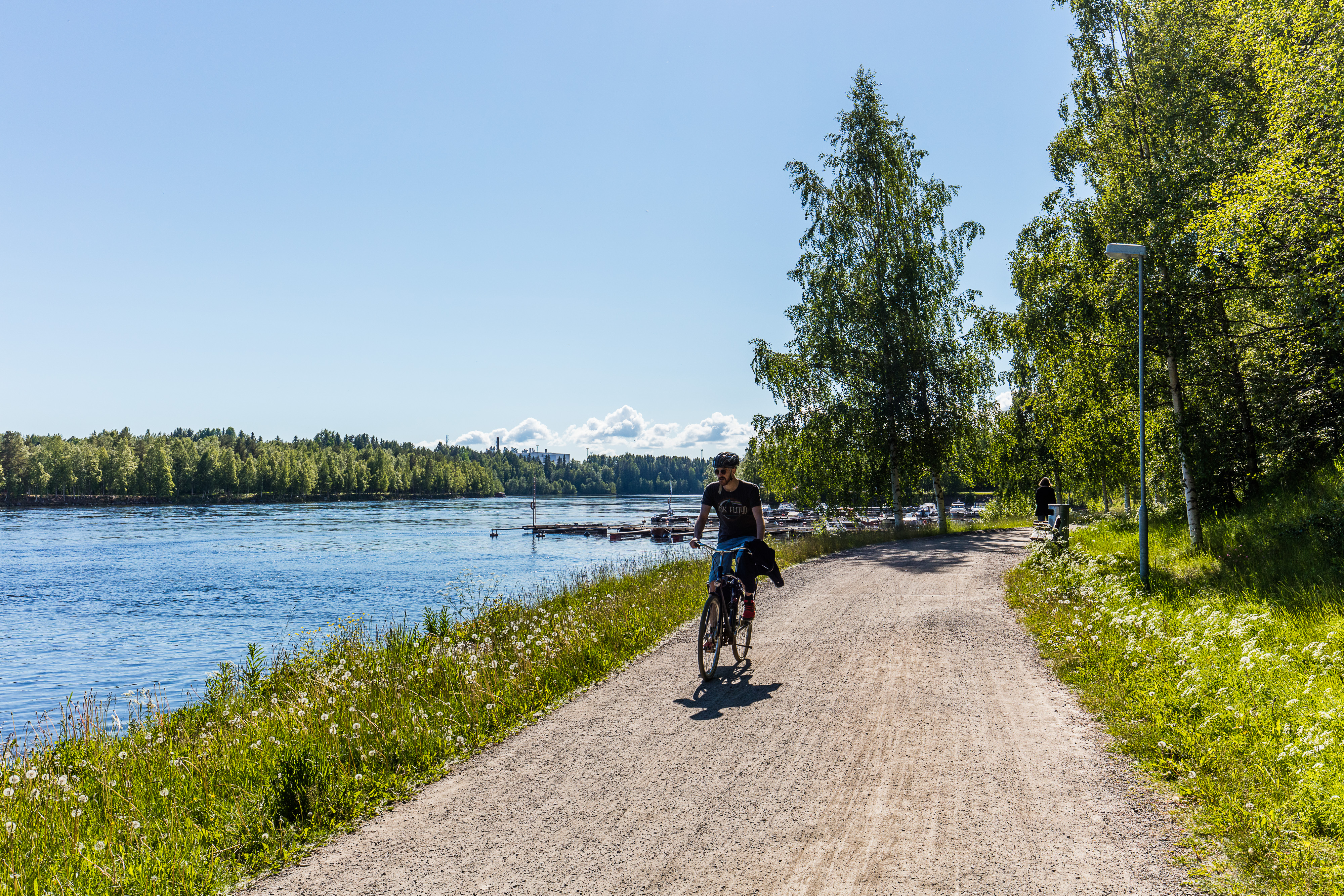
Vid Lundåkerns småbåtshamn (2015).
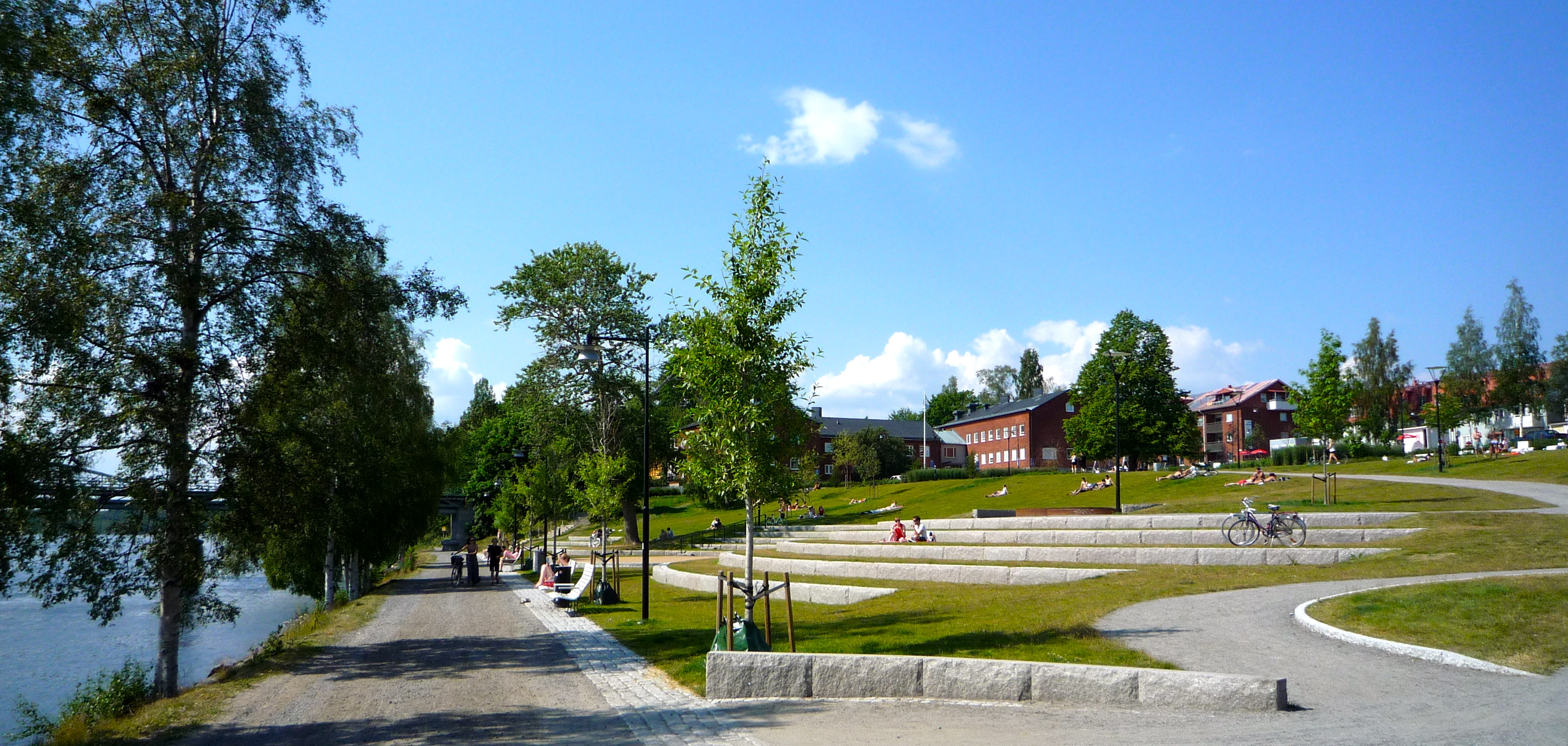
Vid Broparken.
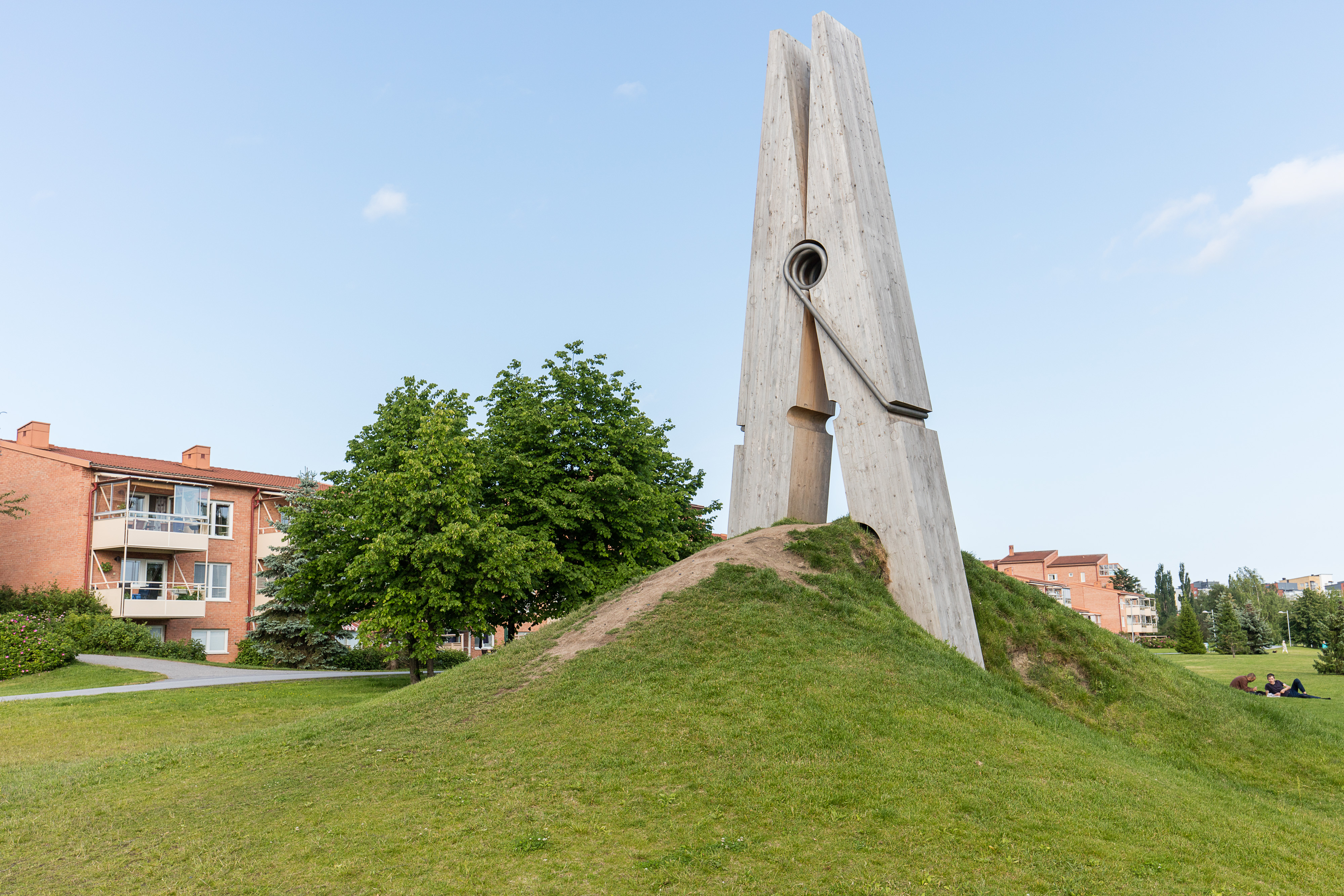
Skulpturen Skin 4.
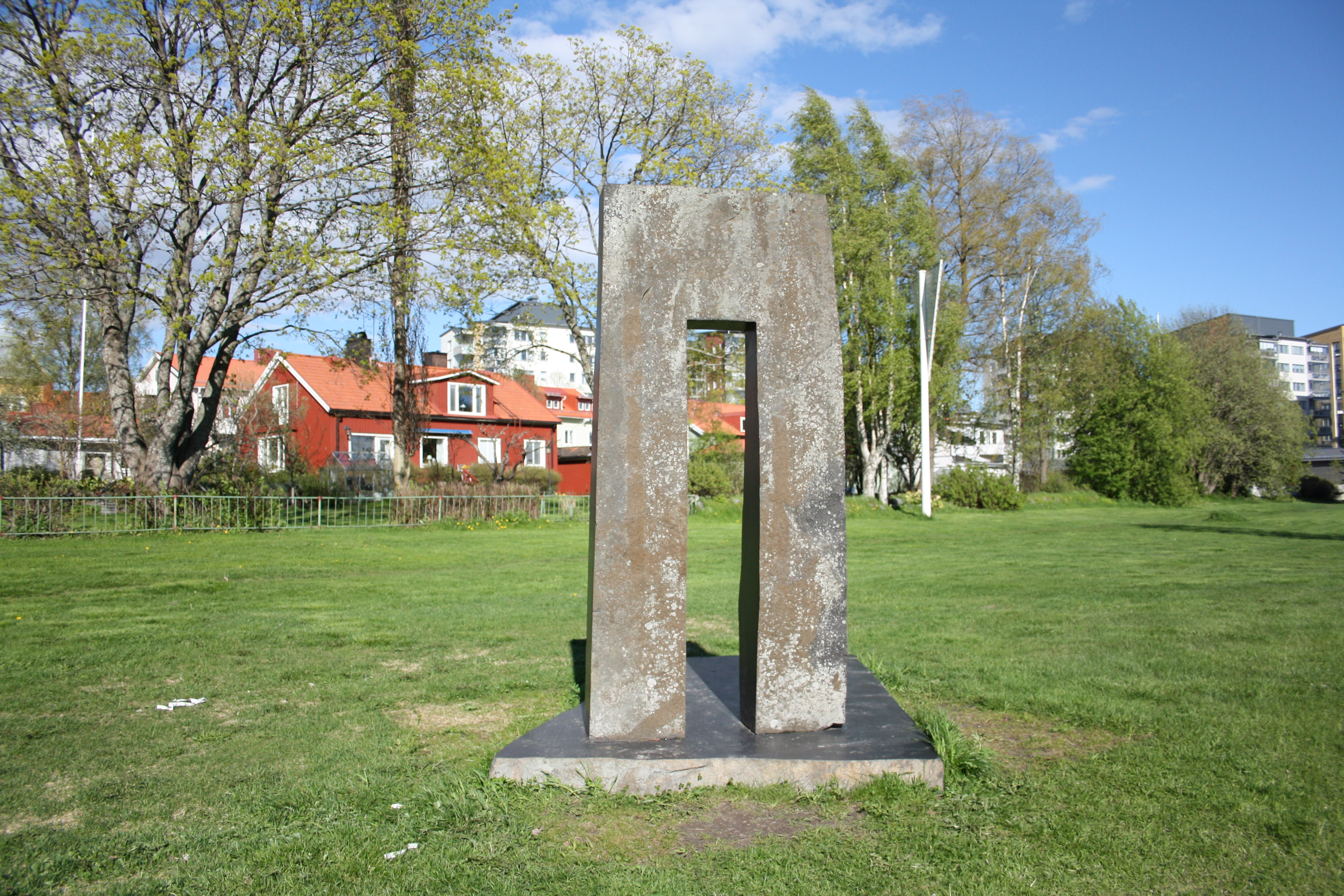
Skulpturen Odelman.
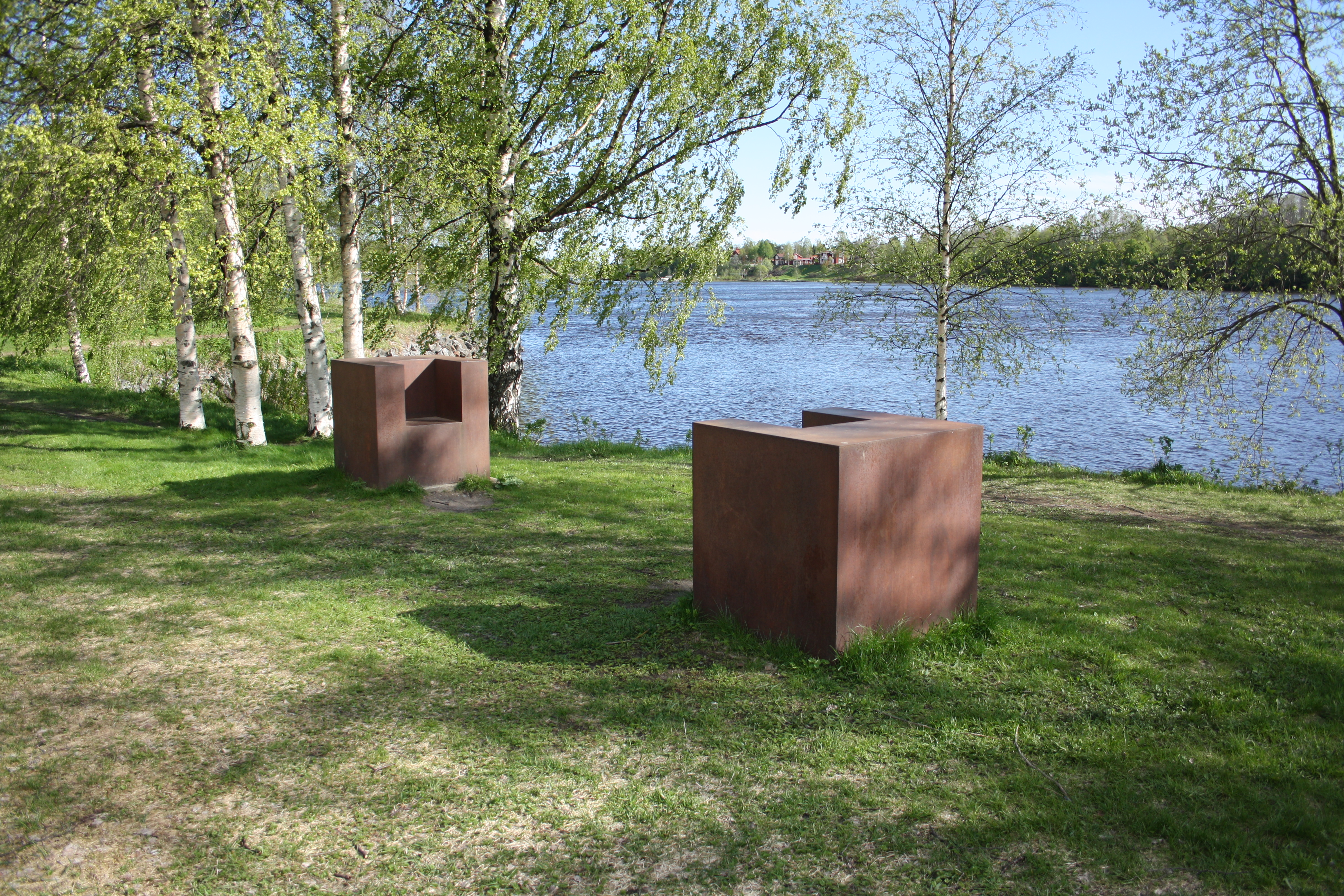
Offentliga konstverket 2 x 3² Cube.
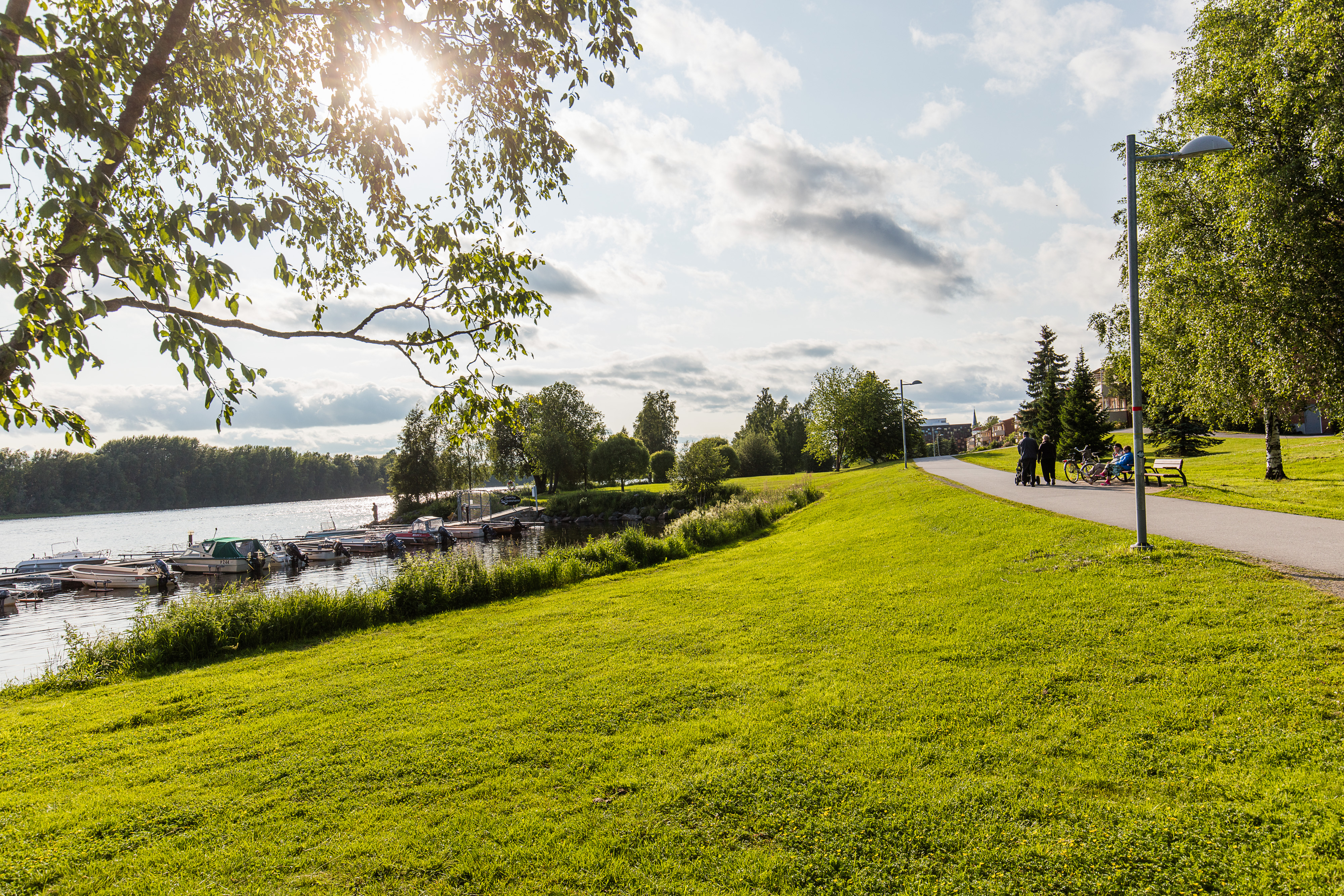
Öbacka småbåtshamn.